# Augustin Maillefer
Pour les articles homonymes, voir Maillefer.
Augustin Maillefer, né le 29 avril 1993 à Morges, est un rameur suisse.
Il participe au quatre de couple des Jeux olympiques d'été de 2012 et des Jeux olympiques d'été de 2016.

## Biographie
Augustin Maillefer naît le 29 avril 1993 à Morges, dans le canton de Vaud,.
Il commence l'aviron à l'âge de 12 ans, suivant l'exemple de l'un de ses frères. 
Il est nommé meilleur espoir romand en 2011 (prix décerné par la Fondation de l’Aide sportive suisse). L'année suivante, il est l'un des six lauréats du Mérite sportif vaudois. 
Après sa participation aux Jeux olympiques d'été de 2016 à Rio de Janeiro, il se fait opérer du poignet et passe du quatre de couple au quatre sans barreur. Il est l'un des 14 ambassadeurs des Jeux olympiques de la jeunesse d'hiver de 2020. 
Il prend sa retraite sportive en 2020, après avoir été uniquement retenu comme remplaçant pour les Jeux olympiques d'été de Tokyo,, alors qu'il avait qualifié son bateau l'été précédent avec ses coéquipiers,. 
Titulaire d'un master en enseignement du sport de l'Université de Lausanne, il étudie à la Haute école pédagogique du canton de Vaud,. 
Il est membre de l'équipage Alinghi Red Bull Racing de la Coupe de l'America 2024 à Barcelone,,. 

## Palmarès

### Juniors
- 2010 : Champion du monde junior en quatre de couple avec barreur[3]. Coéquipiers : Alex Plüss, Markus Kessler et Louis Margot (premier titre mondial pour la Suisse depuis 1994)[17].
- 2013 et 2014 : Champion du monde en quatre de couple chez les moins de 23 ans[3]

### Jeux olympiques
- 2010, Jeux olympiques de la jeunesse à Singapour : 9e en individuel[18]
- 2012, Jeux olympiques d'été à Londres : 12e en 4x[3]. Coéquipiers : Florian Stofer, Nico Stahlberg  et André Vonarburg[19]
- 2016, Jeux olympiques d'été à Rio : 7e en 4x[3]. Coéquipiers : Barnabé Delarze, Roman Röösli et Nico Stahlberg[20]

### Championnats du monde
- 2013 : 6e en 4x
- 2014 : 6e en 4x
- 2015 : 5e en 4x